# 한국ESG기준원
사단법인 한국ESG기준원(구.한국기업지배구조원)(Korea Corporate Governance and Sustainability, KCGS)는 기업의 지속가능성에 대한 평가, 연구, 조사를 수행하는 단체이다. 한국거래소, 한국예탁결제원, 한국증권금융, 금융투자협회, 상장회사협의회, 코스닥협회, 한국공인회계사회가 사원(社員) 기관이며, 2010년 8월 12일 현재의 명칭으로 기관 이름을 변경하였다. 국내에서 가장 공신력있는 ESG 평가 및 의안분석 기관이다.
한국ESG기준원은 스튜어드십 코드 제정, ESG 모범규준 제정, ESG 평가, 책임투자, 의안분석 및 정책연구를 수행하고 있다.  
(ESG 평가) ESG평가는 국내 약 900사의 상장회사 및 금융회사를 대상으로 기업지배구조등급을 부여하고 있다. 이 평가는 2002년부터 시행되었다. 
(의안분석) 2012년부터는 기관투자자의 의결권 행사를 지원하기 위하여 의안분석서비스를 실시하고 있다. 한국기업지배구조원은 2015년부터 국민연금의 의안분석 자문기관으로 선정되어 국민연금의 의결권 행사에 대한 자문을 실시하고 있다. 